# Реберношийний стовбур
Реберношийний стовбур (лат. truncus costocervicalis) — це судина, що відходить від підключичної артеріїв міждрабинчастому проміжку (лат. spatium interscalenum) та на 1-1.5 см латеральніше за щитошийний стовбур.

## Гілки реберношийного стовбура
Реберношийний стовбур розгалужується на 2 судини.

### Глибока шийна артерія
Глибока шийна артерія (лат. a. cervicalis profunda) йде вгору та кровопостачає глибокі м'язи шиї.

### Найвища міжреброва артерія
Найвища міжреброва артерія (лат. a. intercostalis suprema) відходить від реберношийного стовбура, йде донизу попереду від 1-2 ребер та анастомозує з 3-ю задньою міжреберною артерією.